# Бернрид
Бернрід (нім. Bernried) — громада в Німеччині, знаходиться в землі Баварія. Підпорядковується адміністративному округу Нижня Баварія. Входить до складу району Деггендорф.
Площа — 39,47 км2. Населення становить 4803 ос. (станом на 31 грудня 2020).